# 파란 옷을 입은 소년
《파란 옷을 입은 소년》(The Blue Boy, 1770년경)은 토머스 게인즈버러가 그린 전신 유화 초상화로, 캘리포니아주 샌마리노에 있는 헌팅턴 도서관이 소장하고 있다.

## 역사
게인즈버러의 가장 유명한 작품 중 하나인 《파란 옷을 입은 소년》은 부유한 철물상 상인의 아들인 조너선 버톨(1752년 ~ 1805년)의 초상화로 오랫동안 여겨졌는데, 이는 그가 초기에 이 그림을 소유했기 때문이었다. 그러나 이 주장은 결코 입증된 적이 없으며, 수전 슬로먼이 2013년에 주장한 바와 같이 실제 모델은 게인즈버러의 조카인 게인즈버러 듀폰트(1754년 ~ 1797년)일 가능성이 높다. 이 작품은 초상화인 동시에 역사적 의상 연구이기도 하다. 소년은 17세기의 의복을 입고 있는데, 이는 화가가 안토니 반 다이크에게 경의를 표하는 방식이며, 반 다이크의 어린 소년 초상화들, 특히 조지 빌리어스 제2대 버킹엄 공작과 프랜시스 빌리어스 경 형제의 이중 초상화와 매우 유사하다.
게인즈버러는 《파란 옷을 입은 소년》을 그리기 시작하기 전에 이미 캔버스에 무언가를 그려놓았으며, 그 위에 이 작품을 그렸다. 이 그림은 등신대에 가까우며, 폭 48 인치(1,200mm), 높이 70 인치(1,800mm)의 크기이다.
1821년, 영국 학술원의 판화가이자 관리인이었던 존 영(1755년 ~ 1825년)이 처음으로 이 그림의 복제본을 출판하면서, 화가가 조슈아 레이놀즈 경의 조언에 반하여 《파란 옷을 입은 소년》을 그렸다는 이야기를 전했다. 왕립예술원의 회장이었던 레이놀즈는 1778년에 발표한 제8회 강연에서 따뜻한 색과 차가운 색의 사용에 대해 공개적으로 강연한 바 있다.
내 의견으로는, 그림에서 빛의 덩어리는 항상 따뜻하고 부드러운 색, 즉 노랑, 빨강, 또는 황백색이어야 하며, 파랑, 회색, 또는 초록색은 거의 이러한 덩어리에서 배제되어야 하고 오직 이 따뜻한 색들을 받쳐주거나 돋보이게 하는 데에만 사용되어야 한다는 점이 반드시 지켜져야 한다고 본다. 이러한 목적을 위해서는 소량의 차가운 색만으로도 충분할 것이다. 이러한 방식을 뒤집어 빛을 차갑게 하고 주변 색을 따뜻하게 하면, 우리가 종종 로마와 피렌체 화가들의 작품에서 볼 수 있듯이, 루벤스와 티치아노의 손에 의해서도 그림을 화려하고 조화롭게 만드는 것은 불가능할 것이다.

이 기원 이야기는 레이놀즈와 게인즈버러의 뚜렷이 다른 성격에 대한 대중의 인식에 부합했는데, 그것이 두 예술가를 대립 관계로 설정했기 때문이다. 왕립예술원의 회장으로서 레이놀즈는 역사화의 규율 있는 옹호자였으며, 교과 과정 개발과 실행, 그리고 연례 전시회 개최에 적극적인 역할을 했다. 반면 게인즈버러는 초상화가이자 풍경화가로, 학술적 역할에 거리를 두었다. 레이놀즈는 1769년에 기사 작위를 받았고 미술 평론을 쓰고 강연을 했지만, 게인즈버러는 결코 왕실의 인정을 받지 못했으며 그의 문학적 유산으로 생동감 있는 서신들을 남겼다. 두 예술가 사이의 이러한 실제적, 그리고 상상된 차이점들은 《파란 옷을 입은 소년》의 창작에 관한 후대의 보고들에서 과장되어 전해졌다.
비록 이 그림이 레이놀즈의 제8회 강연보다 8년 전에 게인즈버러에 의해 완성되었다는 것이 결국 밝혀졌지만, 따뜻한 색과 차가운 색에 대한 도전에서 비롯되었다는 이야기는 포기하기에는 너무나 좋은 일화였다. 반복해서 전해진 이 잘못된 설명은 《파란 옷을 입은 소년》을 국제적인 명성으로 이끌었다.

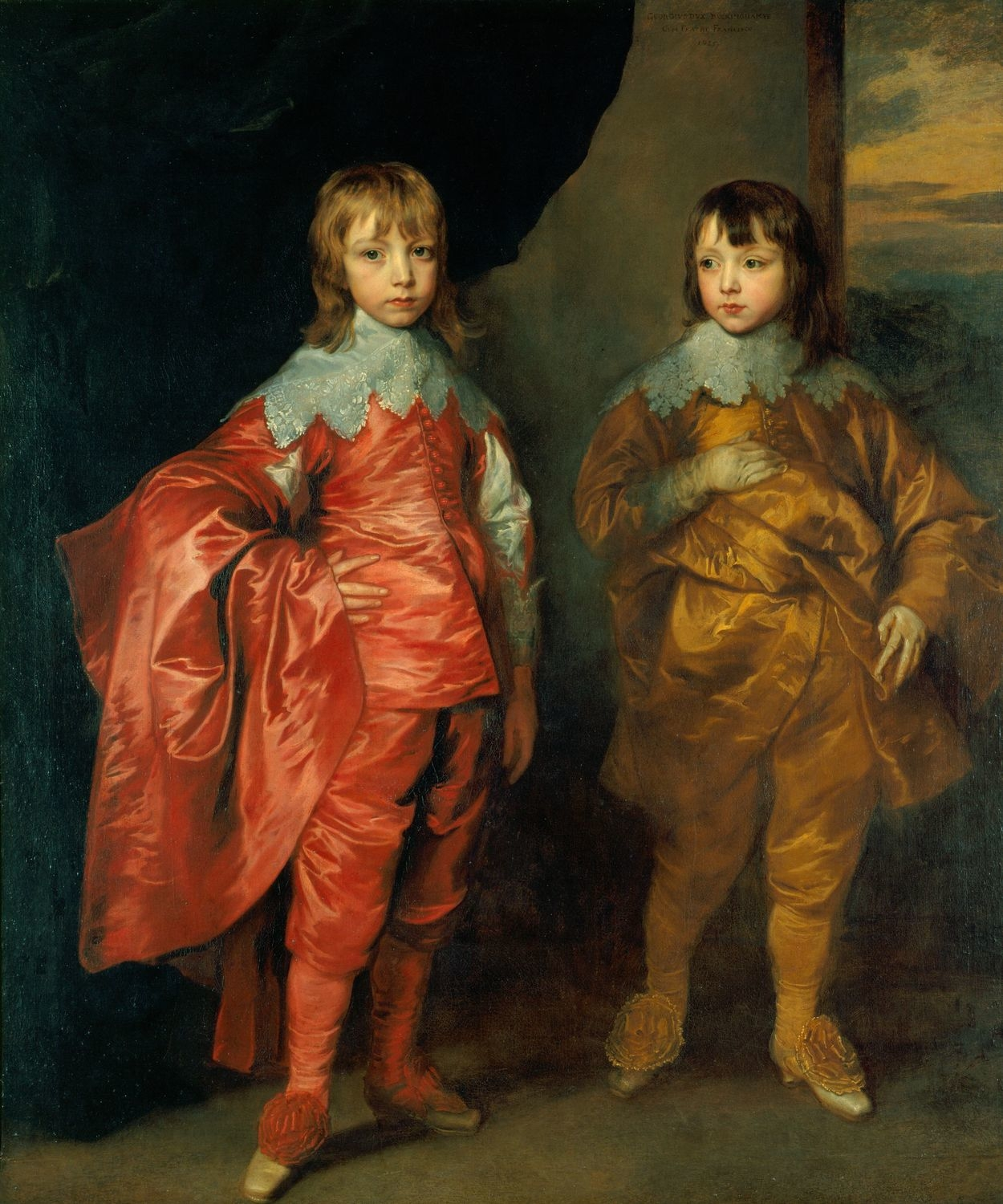
반 다이크가 그린 조지 빌리어스 제2대 버킹엄 공작과 프랜시스 빌리어스 경의 초상화

이 그림은 버톨이 1796년 파산 신청을 할 때까지 그의 소유였다. 처음에는 정치인 존 네스빗이 구입했고, 그 후 1802년에 초상화가 존 호프너가 구입했다. 1809년경 《파란 옷을 입은 소년》은 그로스베너 백작의 소장품이 되어 그의 후손들이 소유하다가 1921년 제2대 웨스트민스터 공작이 캘리포니아의 철도 거물 헨리 에드워드 헌팅턴에게 매각했다. 1922년 캘리포니아로 떠나기 전, 《파란 옷을 입은 소년》은 잠시 런던의 내셔널 갤러리에 전시되어 9만 명의 관람객을 끌어모았다. 영국인들은 게인즈버러의 그림 손실을 여러 주목할 만한 방식으로 인식했는데, 그 중 하나로 1922년 봄 뉴 옥스퍼드 극장의 "메이페어와 몽마르트" 버라이어티 쇼 말미에 이 그림이 무대에 등장했다. 무대 위에 액자에 담겨, 그림 속 소년의 옷을 입고, 카우보이와 인디언들에 둘러싸인 채, 유명 가수 넬리 테일러가 콜 포터의 "블루 보이 블루스"를 불렀다.
그로스베너 가문은 19세기와 20세기 초 《파란 옷을 입은 소년》의 명성이 높아지는 데 중요한 역할을 했다. 그들은 방문객들이 런던 저택에 와서 이 그림을 볼 수 있게 허용했을 뿐만 아니라, 중요한 전시회에 이 그림을 자주 대여해주었다. 1857년 맨체스터 예술 보물 전시회에서는 《파란 옷을 입은 소년》이 이전에 미술에 대해 크게 생각해 본 적이 없는 관람객들의 주목을 받았다. 갤러리 안내서와 전시 출판물들은 이 그림의 논란이 있는 기원에 대한 이야기를 전하며 "이 '유명한' 그림만큼 보편적인 찬사를 받은 작품은 없다."고 주장했다. 이후 이 그림은 1862년 런던 대박람회, 1870년 왕립예술원과 사우스켄싱턴 박물관, 1885년 그로스베너 갤러리, 1896년 왕립예술원 등에서 전시되어 대중의 큰 호평을 받았다. 1896년 전시 때는 런던 타임스의 리뷰에서 "그의 모든 그림 중 가장 유명한 작품"으로 소개되었다.
《파란 옷을 입은 소년》은 공공 장소에서의 전시 외에도 출판물과 개별 흑백 및 컬러 인쇄물로도 등장했다. 이 그림은 인기 있는 도자기 인물상이 되었고 광고에도 등장했다. 또한 남녀노소를 불문하고 비슷한 의상을 입고 가장무도회와 결혼식, 팬터마임과 연극, 그리고 영화와 텔레비전 프로그램에서까지 게인즈버러의 소년을 흉내내며 살아있는 모습으로 재현하였다.
여성들이 무대와 스크린에서 게인즈버러의 《파란 옷을 입은 소년》으로 분장하면서 이 소년의 점진적인 여성화가 일어났다. 20세기 초에는 마를레네 디트리히가 《파란 옷을 입은 소년》 의상을 입고 사진을 찍었고, 셜리 템플은 1935년 영화 "컬리 탑"에서 게인즈버러의 소년으로 등장했다. 1959년 "비버에게 맡겨라" 쇼의 3시즌에서 이 그림이 클리버 가족의 주 현관에 등장한 직후, 시청자들은 점점 더 파란 옷을 입은 소년에게 여성적 특징을 연관 짓기 시작했고, 이는 신흥 게이 문화와의 연결로 이어졌다.
1970년 9월, 《파란 옷을 입은 소년》은 매드 매거진의 "프리시 퍼시"라는 만화에서 '커밍아웃'했다. 4컷 만화에서 잭 리카드 화가와 프랭크 제이콥스 작가는 당시의 동성애 고정관념을 이용해 게인즈버러의 소년을 미식축구 선수들과 대조시켰다. 《파란 옷을 입은 소년》과 동성애를 연결 짓는 고정관념은 "개구쟁이 데니스"의 창작자 행크 케첨이 여러 컷의 만화에서 게인즈버러의 소년을 "겁쟁이"(sissy)로 묘사하고, 데니스가 화가 게인즈버러와 비트 시인이자 게이 평화주의자인 앨런 긴즈버그를 혼동하는 대사를 넣었을 때 이미 잘 확립되어 있었다.

1974년 블루보이 매거진의 최초 표지 이슈

1974년, 전 TV 가이드 광고 매니저인 돈 N. 엠빈더(일명 돈 웨스트브룩)는 "블루보이 매거진"의 첫 호를 발행했다. 이는 누드 사진, 세련된 광고, 그리고 크리스토퍼 이셔우드와 랜디 쉴츠 같은 작가들의 글이 실린 고급화된 동성애자 격월간지였다. 엠빈더는 게인즈버러의 《파란 옷을 입은 소년》을 '겁쟁이' 이미지에서 구출하여, 최근 해방된 게이 남성의 화신으로 소개했다. 창간호의 표지는 밝은 파란색 바탕에 게인즈버러의 《파란 옷을 입은 소년》처럼 상반신을 차려 입은 젊은 남성의 사진이 실렸다. 엠빈더는 게인즈버러의 《파란 옷을 입은 소년》을 코믹 페이지에서 재해석하여, 비하적인 고정관념을 자부심의 상징으로 탈바꿈시켰다.
게인즈버러의 《파란 옷을 입은 소년》을 동성애자 해방의 상징으로 받아들인 게이 예술가들 중에는 로버트 램버트(레 프티트 봉봉의 멤버), 하워드 코틀러, 레오폴드 풀렘 등이 있다.
《파란 옷을 입은 소년》은 2022년 1월 25일부터 일시적으로 런던의 내셔널 갤러리에 대여되어 전시되었는데, 이는 1922년 영국을 떠난 지 정확히 100년 만의 일이었다. 이 그림은 5개월 동안 내셔널 갤러리에 머물다가 미국으로 영구 반환되었다.
2021년 10월, 케힌데 와일리의 "젊은 신사의 초상"이 헌팅턴 미술관에서 게인즈버러의 《파란 옷을 입은 소년》 맞은편에 설치되었다.

## 참고문헌

### 더 읽어보기
- Conisbee, Philip (2003). 〈The Ones That Got Away〉.   Verdi, Richard. 《Saved! 100 Years of the National Art Collection Fund》. London: Scala.
- Conlin, Jonathan (2006). 《The Nation's Mantelpiece: A history of the National Gallery》. London: Pallas Athene.
- Thicknesse, Philip (1788). 《A sketch of the life and paintings of Thomas Gainsborough, Esq.》.
- Tyler, David (2004). 〈Jonathan Buttall〉. 《Oxford Dictionary of National Biography》. Oxford: Oxford University Press.